# 蒙特羅 (聖克魯斯省)

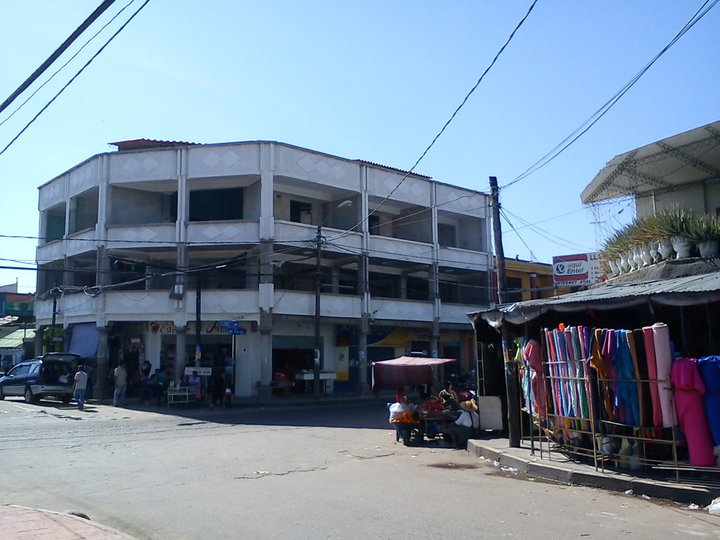

蒙特羅是玻利維亞的城市，由聖克魯斯省負責管轄，位於該國中部，距離首府聖克魯斯48公里，海拔高度298米，每年平均降雨量約1,300毫米，2006年人口90,837。